# Veprecula pungens
Veprecula pungens é uma espécie de gastrópode do gênero Veprecula, pertencente a família Raphitomidae.